# Imperial (Nebraska)
Imperial és una població dels Estats Units a l'estat de Nebraska. Segons el cens del 2000 tenia 1.982 habitants.

## Demografia
Segons el cens del 2000, Imperial tenia 1.982 habitants, 807 habitatges, i 547 famílies. La densitat de població era de 303,7 habitants per km².
Dels 807 habitatges en un 32,1% hi vivien nens de menys de 18 anys, en un 57,9% hi vivien parelles casades, en un 6,9% dones solteres, i en un 32,2% no eren unitats familiars. En el 29,6% dels habitatges hi vivien persones soles el 16,1% de les quals corresponia a persones de 65 anys o més que vivien soles. El nombre mitjà de persones vivint en cada habitatge era de 2,38 i el nombre mitjà de persones que vivien en cada família era de 2,94.
Per edats la població es repartia de la següent manera: un 26% tenia menys de 18 anys, un 6,6% entre 18 i 24, un 24,1% entre 25 i 44, un 21,6% de 45 a 60 i un 21,6% 65 anys o més.
L'edat mediana era de 41 anys. Per cada 100 dones de 18 o més anys hi havia 89,2 homes.
La renda mediana per habitatge era de 33.833 $ i la renda mediana per família de 42.414 $. Els homes tenien una renda mediana de 28.063 $ mentre que les dones 19.405 $. La renda per capita de la població era de 19.888 $. Aproximadament el 5,7% de les famílies i el 7,7% de la població estaven per davall del llindar de pobresa.

## Poblacions més properes
El següent diagrama mostra les poblacions més properes.